# Szent Imre herceg, Magyarország éke
A Szent Imre herceg, Magyarország éke egyházi népének Szent Imre hercegről, Szent István király fiatalon meghalt fiáról. A dallam Náray György: Lyra Coelestis című énekeskönyvéből való, szövegét Geréb Kázmér (Greksa Kázmér István) írta.
Feldolgozás:
| Szerző       | Mire        | Mű                                      |
| ------------ | ----------- | --------------------------------------- |
| Bárdos Lajos | vegyeskar   | Musica Sacra I/4 Szent Imre herceg      |
| Bárdos Lajos | vegyeskar   | Musica Sacra I/4 Magyarok fénye, 2. dal |
| Bárdos Lajos | egynemű kar | Musica Sacra II/2                       |

## Kotta és dallam
| Szent Imre herceg, Magyarország éke, Szűztiszta élet legszebb példaképe; Serdülő ifjak pajzsa, menedéke, Könyörögj értünk. | Gyöngy volt a lelked, tiszta mind a sírig, Mint liliomszál, amely csak most nyílik; Oly csillag voltál, mely csak égre illik. Könyörögj értünk. | Jó magyar népünk alighogy megtére, Már oly szép gyöngyöt termett Árpád vére, Hogy még az ég is óhajtozott érte. Könyörögj értünk.    |
| Emberi testben angyalmódra éltél, Térdeden lelt a hajnal és az éjfél, Az igaz útról soha le nem tértél. Könyörögj értünk.  | Mint rózsát, melyet koszorúba törnek, A halál téged olyan hamar tört meg, Hogy ne légy éke sokáig a földnek! Könyörögj értünk.                  | Szent Imre herceg, magyar ifjak pajzsa, A veszélyt tőlünk karod távol tartsa; Ne engedj jutnunk kísértésbe, bajba. Könyörögj értünk. |

## Felvételek
- SZVU 299 Szent Imre herceg. YouTube. Kassa, Szemináriumtemplom (2011. március 20.)  (Hozzáférés: 2017. január 4.) (audió)
- Lisznyay Szabó Gábor:  Szent Imre herceg... (korálelőjáték). Kapitány Dénes  YouTube (2016. november 1.)  (Hozzáférés: 2017. január 4.) (audió, fényképek) orgona